# Kopa Antiano
Die Kopa Antiano war bis zur Saison 2010 das Finalturnier um die Meisterschaft des ehemaligen Fußballverbands der Niederländischen Antillen.

## Modus
Am Finalturnier nahmen jeweils die Meister und die Vizemeister der Sekshon Pagá (Curaçao) und der Bonaire League (Bonaire) teil. Bis einschließlich zur Saison 1985 nahmen auch der Meister und der Vizemeister der Division di Honor (Aruba) teil. Die Meisterschaft wurde wegen der staatsrechtlichen Auflösung und der damit einhergehenden Auflösung des Fußballverbands der Niederländischen Antillen letztmals in der Saison 2010 ausgespielt.